# Городецький Митрофан Іванович
Митрофа́н Іва́нович Городе́цький (14 серпня 1846 , Єлець, Орловська губернія  — 1 червня 1893 , Санкт-Петербург ) — російський літератор.

## Біографія
Син чиновника. Батько російського поета Сергія Городецького (1884—1967). 
Дійсний статський радник, співробітник Міністерства внутрішніх справ. Автор понад 10 книг і близько 100 статей з історії археології, українського фольклору. 
Улітку 1890 року разом із Миколою Івановичем Петровим відвідав Кам'янець-Подільський, зустрічався з членами історико-статистичного комітету.